# Jiayuguan

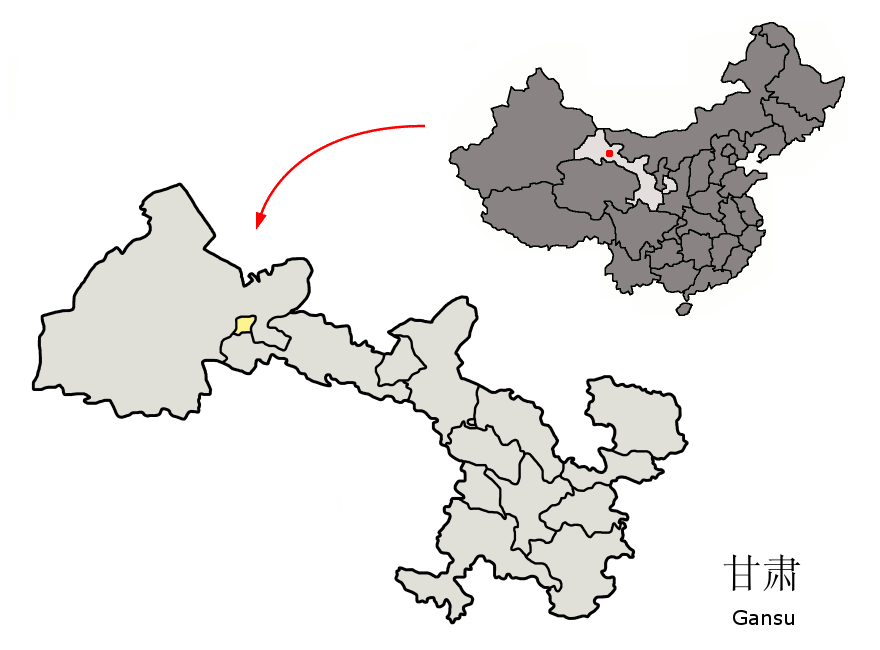
Localização de Jiayuguan na Província de Gansu.

Jiayuguan (em chinês 嘉峪关) é uma cidade da República Popular da China, localizada na província de Gansu. 